# Horné Trhovište
Horné Trhovište (Hongaars: Felsővásárd) is een Slowaakse gemeente in de regio Trnava, en maakt deel uit van het district Hlohovec.
Horné Trhovište telt 557 inwoners.